# Zlatý míč 1981
Zlatý míč, cenu pro nejlepšího fotbalistu Evropy dle mezinárodního panelu sportovních novinářů, v roce 1981 získal západoněmecký fotbalista Karl-Heinz Rummenigge z Bayernu Mnichov, který vyhrál podruhé za sebou. I na druhém a třetím místě skončili hráči ze Západního Německa. Šlo o 26. ročník ankety, organizoval ho časopis France Football a výsledky určili sportovní publicisté z 26 zemí Evropy.

## Pořadí
| Pořadí | Jméno                 | Klub                            | Země            | Body |
| ------ | --------------------- | ------------------------------- | --------------- | ---- |
| 1      | Karl-Heinz Rummenigge | Bayern Mnichov                  | Západní Německo | 106  |
| 2      | Paul Breitner         | Bayern Mnichov                  | Západní Německo | 64   |
| 3      | Bernd Schuster        | FC Barcelona                    | Západní Německo | 39   |
| 4      | Michel Platini        | Saint-Étienne                   | Francie         | 36   |
| 5      | Oleg Blochin          | Dynamo Kyjev                    | Sovětský svaz   | 14   |
| 6      | Dino Zoff             | Juventus                        | Itálie          | 13   |
| 7      | Ramaz Šengelia        | Dinamo Tbilisi                  | Sovětský svaz   | 10   |
| 8      | Alexandr Čivadze      | Dinamo Tbilisi                  | Sovětský svaz   | 9    |
| 9      | Liam Brady            | Juventus                        | Irsko           | 7    |
|        | John Wark             | Ipswich Town                    | Skotsko         | 7    |
| 11     | Zbigniew Boniek       | Widzew Łódź                     | Polsko          | 6    |
|        | Maxime Bossis         | FC Nantes                       | Francie         | 6    |
|        | David Kipiani         | Dinamo Tbilisi                  | Sovětský svaz   | 6    |
|        | Bruno Pezzey          | Eintracht Frankfurt             | Rakousko        | 6    |
|        | András Törőcsik       | Újpest                          | Maďarsko        | 6    |
| 16     | Horst Hrubesch        | Hamburger SV                    | Západní Německo | 5    |
|        | Ruud Krol             | SSC Neapol                      | Nizozemsko      | 5    |
|        | Vladimir Petrović     | CZ Bělehrad                     | Jugoslávie      | 5    |
| 19     | Trevor Brooking       | West Ham United                 | Anglie          | 4    |
|        | Zlatko Vujović        | Hajduk Split                    | Jugoslávie      | 4    |
| 21     | Giancarlo Antognoni   | Fiorentina                      | Itálie          | 3    |
|        | Luis Arconada         | Real Sociedad                   | Španělsko       | 3    |
|        | Jan Ceulemans         | Club Bruggy                     | Belgie          | 3    |
|        | Kenny Dalglish        | Liverpool                       | Skotsko         | 3    |
|        | Bryan Robson          | West Bromwich Manchester United | Anglie          | 3    |
|        | Frank Stapleton       | Arsenal Manchester United       | Irsko           | 3    |
|        | Wilfried Van Moer     | KSK Beveren                     | Belgie          | 3    |
| 28     | Grzegorz Lato         | KSC Lokeren                     | Polsko          | 2    |
|        | Tibor Nyilasi         | Ferencváros TC                  | Maďarsko        | 2    |
|        | Włodzimierz Smolarek  | Widzew Łódź                     | Polsko          | 2    |
|        | Frans Thijssen        | Ipswich Town                    | Nizozemsko      | 2    |
| 32     | António Oliveira      | Sporting Lisabon                | Portugalsko     | 1    |
|        | Uli Stielike          | Real Madrid                     | Západní Německo | 1    |
|        | Jesús María Zamora    | Real Sociedad                   | Španělsko       | 1    |